# Gouvernement Aho
République de Finlande
Holkeri Lipponen I
Le gouvernement Aho (en finnois : Ahon hallitus, en suédois : Regeringen Aho) est le soixante-cinquième gouvernement de la République de Finlande, entre le 26 avril 1991 et le 13 avril 1995, durant la trente et unième législature de la Diète nationale,,

## Composition

### Initiale (26 avril 1991)
| Fonction                                                                  | Titulaire | Titulaire                | Parti |
| ------------------------------------------------------------------------- | --------- | ------------------------ | ----- |
| Premier ministre                                                          |           | Esko Aho                 | Kesk  |
| Vice-Premier ministre Ministre du Travail et de l'Administration publique |           | Ilkka Kanerva            | Kok   |
| Ministre des Affaires étrangères                                          |           | Paavo Väyrynen           | Kesk  |
| Ministre du Commerce extérieur                                            |           | Pertti Salolainen        | Kok   |
| Ministre de la Coopération au développement                               |           | Toimi Kankaanniemi       | SKL   |
| Ministre de la Justice                                                    |           | Hannele Pokka            | Kesk  |
| Ministre de l'Intérieur                                                   |           | Mauri Pekkarinen         | Kesk  |
| Ministre de la Défense                                                    |           | Elisabeth Rehn           | SFP   |
| Ministre des Finances                                                     |           | Iiro Viinanen            | Kok   |
| Ministre de l'Éducation                                                   |           | Riitta Uosukainen        | Kok   |
| Ministre de la Culture                                                    |           | Tytti Isohookana-Asunmaa | Kesk  |
| Ministre de l'Agriculture et des Forêts                                   |           | Martti Pura              | Kesk  |
| Ministre des Transports                                                   |           | Ole Norrback             | SFP   |
| Ministre du Commerce et de l'Industrie                                    |           | Kauko Juhantalo          | Kesk  |
| Ministre des Affaires sociales et de la Santé                             |           | Eeva Kuuskoski           | Kesk  |
| Ministre de l'Environnement                                               |           | Sirpa Pietikäinen        | Kok   |
| Ministre du Logement                                                      |           | Pirjo Rusanen            | Kok   |
| Sources:                                                                  |           |                          |       |

### Remaniement du 23 août 1991
- Les nouveaux ministres sont indiqués en ras, ceux ayant changé d'attributions en italique.

| Fonction                                             | Titulaire | Titulaire                                                                                   | Parti |
| ---------------------------------------------------- | --------- | ------------------------------------------------------------------------------------------- | ----- |
| Premier ministre                                     |           | Esko Aho                                                                                    | Kesk  |
| Vice-Premier ministre Ministre du Commerce extérieur |           | Pertti Salolainen                                                                           | Kok   |
| Ministre des Affaires étrangères                     |           | Paavo Väyrynen (jusqu'au 05/1993) Heikki Haavisto                                           | Kesk  |
| Ministre de la Coopération au développement          |           | Toimi Kankaanniemi (jusqu'au 28/06/1994)                                                    | SKL   |
| Ministre de la Justice                               |           | Hannele Pokka (jusqu'au 30/04/1994) Anneli Jäätteenmäki                                     | Kesk  |
| Ministre de l'Intérieur                              |           | Mauri Pekkarinen                                                                            | Kesk  |
| Ministre de la Défense                               |           | Elisabeth Rehn                                                                              | SFP   |
| Ministre des Finances                                |           | Iiro Viinanen                                                                               | Kok   |
| Ministre de l'Éducation                              |           | Riitta Uosukainen (jusqu'au 11/02/1994) Olli-Pekka Heinonen                                 | Kok   |
| Ministre de la Culture                               |           | Tytti Isohookana-Asunmaa                                                                    | Kesk  |
| Ministre de l'Agriculture et des Forêts              |           | Martti Pura (jusqu'au 12/04/1994) Mikko Pesälä                                              | Kesk  |
| Ministre des Transports                              |           | Ole Norrback                                                                                | SFP   |
| Ministre du Commerce et de l'Industrie               |           | Kauko Juhantalo (jusqu'au 03/08/1992) Pekka Tuomisto (jusqu'au 31/07/1993) Seppo Kääriäinen | Kesk  |
| Ministre des Affaires sociales et de la Santé        |           | Eeva Kuuskoski (jusqu'au 24/04/1992) Jorma Huuhtanen                                        | Kesk  |
| Ministre du Travail et de l'Administration publique  |           | Ilkka Kanerva                                                                               | Kok   |
| Ministre de l'Environnement                          |           | Sirpa Pietikäinen                                                                           | Kok   |
| Ministre du Logement                                 |           | Pirjo Rusanen                                                                               | Kok   |
| Sources:                                             |           |                                                                                             |       |

### Remaniement du 2 janvier 1995
- Les nouveaux ministres sont indiqués en gras, ceux ayant changé d'attributions en italique.

| Fonction                                             | Titulaire | Titulaire                             | Parti |
| ---------------------------------------------------- | --------- | ------------------------------------- | ----- |
| Premier ministre                                     |           | Esko Aho                              | Kesk  |
| Vice-Premier ministre Ministre du Commerce extérieur |           | Pertti Salolainen                     | Kok   |
| Ministre des Affaires étrangères                     |           | Heikki Haavisto (jusqu'au 03/02/1995) | Kesk  |
| Ministre des Affaires étrangères                     |           | Paavo Rantanen                        | Sans  |
| Ministre de la Justice                               |           | Anneli Jäätteenmäki                   | Kesk  |
| Ministre de l'Intérieur                              |           | Mauri Pekkarinen                      | Kesk  |
| Ministre de la Défense                               |           | Jan-Erik Enestam                      | SFP   |
| Ministre des Finances                                |           | Iiro Viinanen                         | Kok   |
| Ministre de l'Éducation                              |           | Olli-Pekka Heinonen                   | Kok   |
| Ministre de la Culture                               |           | Tytti Isohookana-Asunmaa              | Kesk  |
| Ministre de l'Agriculture et des Forêts              |           | Mikko Pesälä                          | Kesk  |
| Ministre des Transports                              |           | Ole Norrback                          | SFP   |
| Ministre du Commerce et de l'Industrie               |           | Seppo Kääriäinen                      | Kesk  |
| Ministre des Affaires sociales et de la Santé        |           | Jorma Huuhtanen                       | Kesk  |
| Ministre du Travail et de l'Administration publique  |           | Ilkka Kanerva                         | Kok   |
| Ministre de l'Environnement                          |           | Sirpa Pietikäinen                     | Kok   |
| Ministre du Logement                                 |           | Anneli Taina                          | Kok   |
| Sources:                                             |           |                                       |       |